# Saint-Samson-sur-Rance
Saint-Samson-sur-Rance [sɛ̃ sɑ̃sɔ̃ syʁ ʁɑ̃s] est une commune française située dans le département des Côtes-d'Armor en région Bretagne.

## Géographie
Située sur les bords de Rance, à proximité de Dinan, à une vingtaine de kilomètres de Dinard et de Saint-Malo, à trois quarts d'heure de Saint-Brieuc et de Rennes en voiture.
|       | Plouër-sur-Rance       |                               |
| Taden | Saint-Samson-sur-Rance | La Vicomté-sur-Rance La Rance |
| Taden | Taden                  | Saint-Hélen La Rance          |

### Hydrographie
Pour un article plus général, voir Réseau hydrographique des Côtes-d'Armor.
La commune est située dans le bassin Loire-Bretagne. Elle est drainée par la Rance, le canal d'Ille et Rance et le ruisseau de Coutance,,.
La Rance, d'une longueur de 104 km, prend sa source dans la commune du Mené et se jette  dans la Manche entre Dinard et Saint-Malo, après avoir traversé 28 communes. 
Le canal d'Ille-et-Rance est un canal, chenal et un cours d'eau naturel navigable, d'une longueur de 84 km. Il prend sa source dans la commune de Montreuil-sur-Ille et se jette  dans l'Ille à Saint-Grégoire, après avoir traversé 25 communes. 

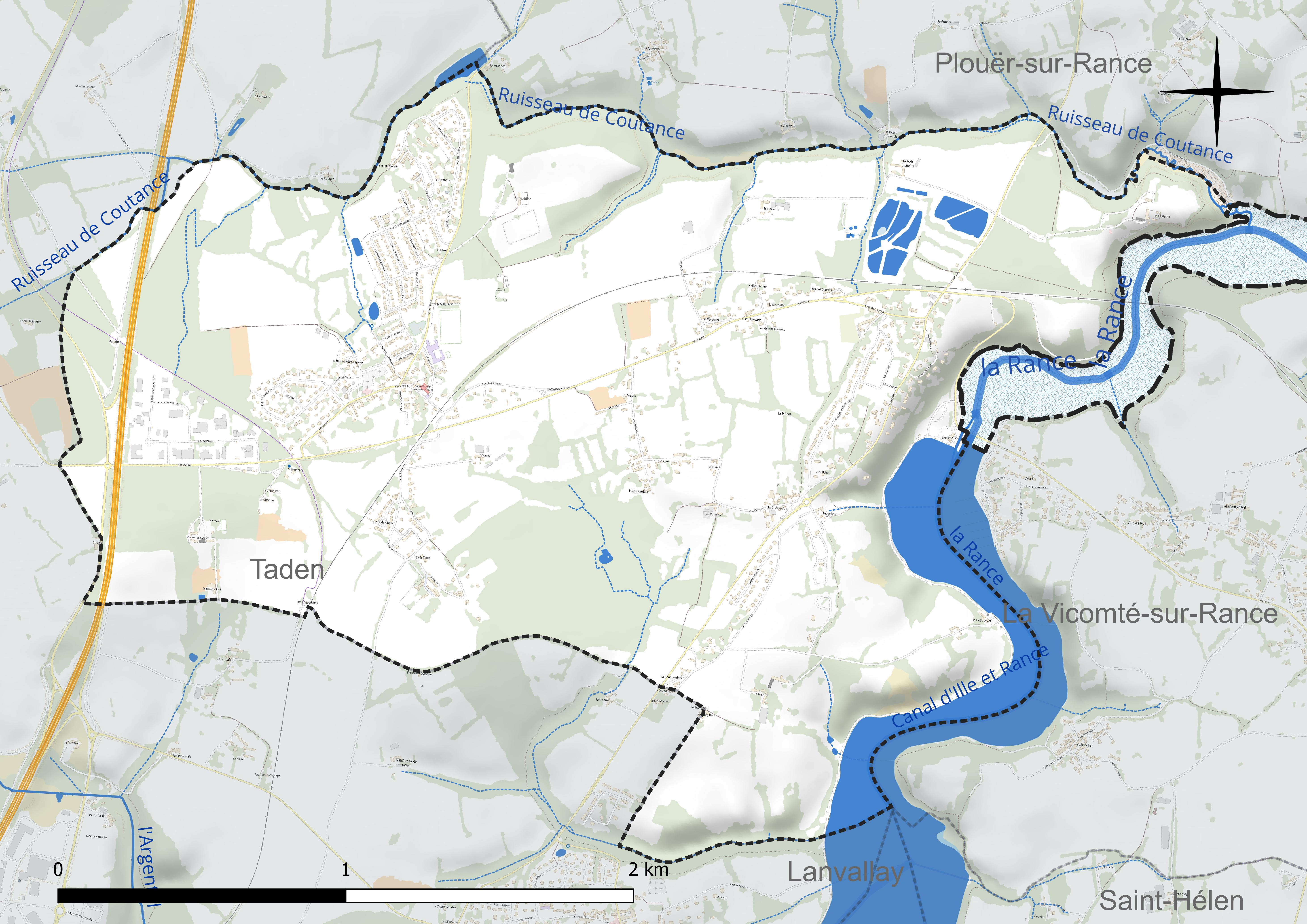
Réseau hydrographique de Saint-Samson-sur-Rance.

### Climat
Pour des articles plus généraux, voir Climat de la Bretagne et Climat des Côtes-d'Armor.
En 2010, le climat de la commune est de type climat océanique franc, selon une étude du CNRS s'appuyant sur une série de données couvrant la période 1971-2000. En 2020, Météo-France publie une typologie des climats de la France métropolitaine dans laquelle la commune est exposée à un climat océanique et est dans la région climatique  Bretagne orientale et méridionale, Pays nantais, Vendée, caractérisée par une faible pluviométrie en été et une bonne insolation. Parallèlement l'observatoire de l'environnement en Bretagne publie en 2020 un zonage climatique de la région Bretagne, s'appuyant sur des données de Météo-France de 2009. La commune est, selon ce zonage, dans la zone « Intérieur  », exposée à un climat médian, à dominante océanique.  
Pour la période 1971-2000, la température annuelle moyenne est de 11,3 °C, avec  une amplitude thermique annuelle de 12 °C. Le cumul annuel moyen de précipitations est de 734 mm, avec 12,3 jours de précipitations en janvier et 6,6 jours en juillet. Pour la période 1991-2020, la température moyenne annuelle observée sur la station météorologique la plus proche, située sur la commune de Pleurtuit à 10 km à vol d'oiseau, est de 11,9 °C et le cumul annuel moyen de précipitations est de 752,0 mm,. Pour l'avenir, les paramètres climatiques de la commune estimés pour 2050 selon différents scénarios d’émission de gaz à effet de serre sont consultables sur un site dédié publié par Météo-France en novembre 2022.

## Urbanisme

### Typologie
Au 1er janvier 2024, Saint-Samson-sur-Rance est catégorisée commune rurale à habitat dispersé, selon la nouvelle grille communale de densité à 7 niveaux définie par l'Insee en 2022.
Elle est située hors unité urbaine. Par ailleurs la commune fait partie de l'aire d'attraction de Dinan, dont elle est une commune de la couronne,. Cette aire, qui regroupe 25 communes, est catégorisée dans les aires de moins de 50 000 habitants,.
La commune, bordée par la Manche, est également une commune littorale au sens de la loi du 3 janvier 1986, dite loi littoral. Des dispositions spécifiques d’urbanisme s’y appliquent dès lors afin de préserver les espaces naturels, les sites, les paysages et l’équilibre écologique du littoral, tel le principe d'inconstructibilité, en dehors des espaces urbanisés, sur la bande littorale des 100 mètres, ou plus si le plan local d’urbanisme le prévoit.

### Occupation des sols
L'occupation des sols de la commune, telle qu'elle ressort de la base de données européenne d’occupation biophysique des sols Corine Land Cover (CLC), est marquée par l'importance des territoires agricoles (57,1 % en 2018), en diminution par rapport à 1990 (73,2 %). La répartition détaillée en 2018 est la suivante : 
terres arables (25,5 %), zones urbanisées (24 %), zones agricoles hétérogènes (16,7 %), prairies (14,9 %), forêts (14,3 %), eaux continentales (4 %), zones humides côtières (0,6 %). L'évolution de l’occupation des sols de la commune et de ses infrastructures peut être observée sur les différentes représentations cartographiques du territoire : la carte de Cassini (XVIIIe siècle), la carte d'état-major (1820-1866) et les cartes ou photos aériennes de l'IGN pour la période actuelle (1950 à aujourd'hui).

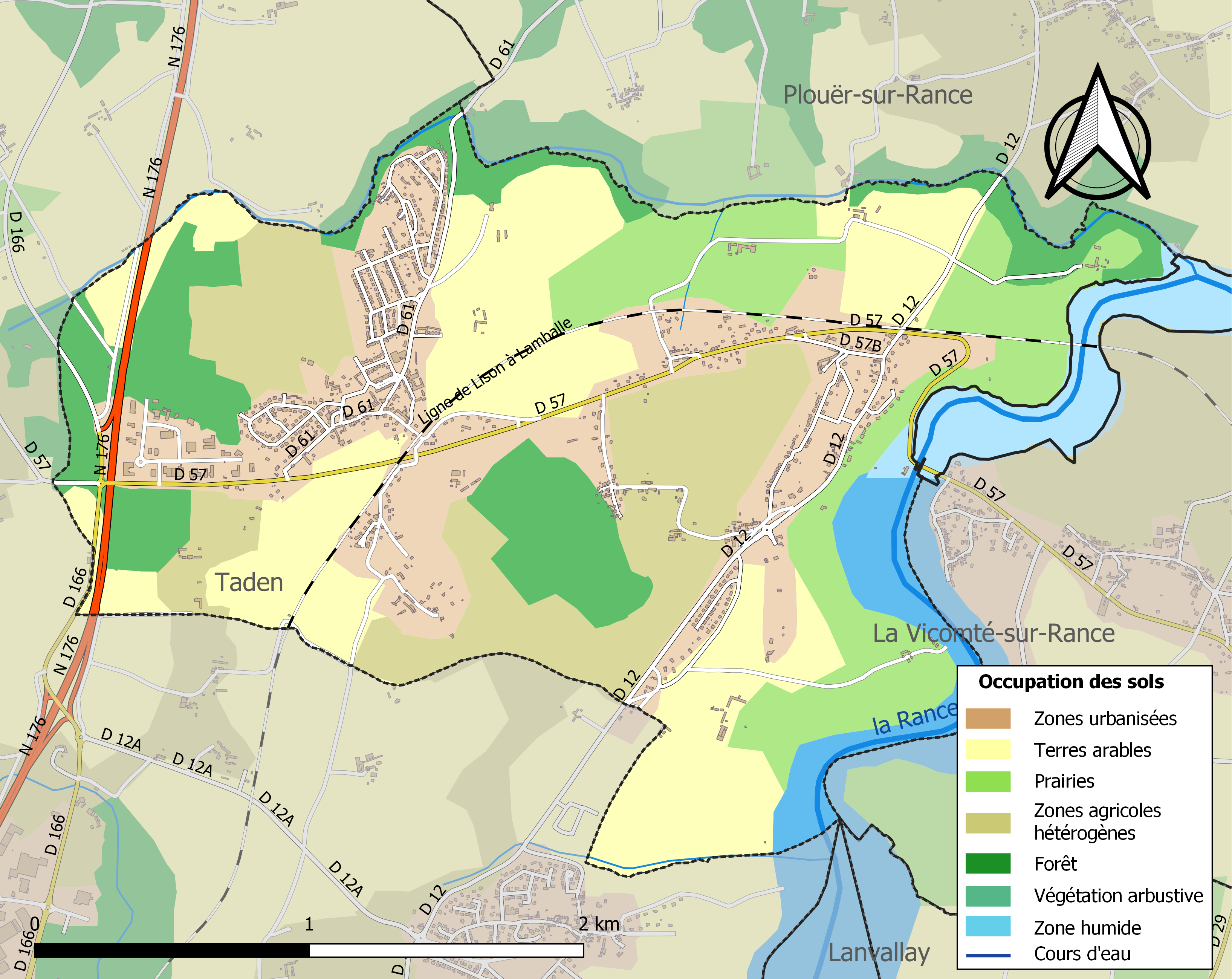
Carte des infrastructures et de l'occupation des sols de la commune en 2018 (CLC).

## Toponymie
Le nom de la localité est attesté sous les formes Persona Sanctus Sansonis juxta Livetum vers 1330, Ecclesia Sanctus Samsonis de Lyveto en 1396, Sanctus Samson juxta Livet à la fin du XIVe siècle, Saint-Sampson en 1426, La Chapelle Sainct-Samson en 1472 et en 1513, Sainct-Sanson en 1480 et en 1513.
Son nom vient de Samson de Dol.

## Histoire

### Le Néolithique
La présence du beau menhir de la Tremblais laisse à penser que les lieux étaient habités au moins depuis le Néolithique.

### Le Moyen Âge
La paroisse de Saint-Samson-jouxte-Livet, enclavée dans l'évêché de Saint-Malo, faisait partie du doyenné de Dol relevant de l'évêché de Dol et était sous le vocable de saint Samson.

### La Révolution française
Après avoir pris le nom de Saint-Samson, la paroisse est érigée en commune en 1790. Le 25 juillet 1962, la commune est renommée sous le nom de Saint-Samson-sur-Rance.

### Le XXe siècle

#### Les guerres du XXe siècle
Le monument aux Morts porte les noms des 21 soldats morts pour la Patrie :
- 17 sont morts durant la Première Guerre mondiale.
- 4 sont morts durant la Seconde Guerre mondiale.

## Héraldique
| Blason de Saint-Samson-sur-Rance | Blason  | Parti : au premier coupé au I échiqueté d'argent et de gueules de quatre tires de cinq points et au II de gueules au chevron d'or, au second d'azur au menhir d'or penché en barre soutenu de cinq trangles ondées d'argent ; sur le tout au chef d'hermine. |
| Blason de Saint-Samson-sur-Rance | Détails | Le statut officiel du blason reste à déterminer. |

## Politique et administration
| Période                                  | Période                | Identité         | Étiquette | Qualité |
| ---------------------------------------- | ---------------------- | ---------------- | --------- | --- |
| Les données manquantes sont à compléter. |                        |                  |           | |
| ?                                        | avril 1937 (démission) | M. Chas          |           | |
| avril 1937                               | ?                      | Jean Chesnais    |           | |
| Les données manquantes sont à compléter. |                        |                  |           | |
| ?                                        | mars 1965              | M. Sicard        |           | |
| mars 1965                                | mars 1971              | Fernand Foutel   |           | |
| mars 1971                                | 28 mars 2014           | René Régnault    | PS        | Professeur d'enseignement technique, maire honoraire Sénateur des Côtes-du-Nord (1980 → 1998) Conseiller général de Dinan-Ouest (1973 → 1985) Vice-président de Dinan communauté (2001 → 2014) Suppléant du député Charles Josselin (1973 → 1978) |
| 28 mars 2014                             | 23 mai 2020            | Jean-Marie Lorre | UMP-LR    | Ingénieur retraité |
| 23 mai 2020                              | En cours               | Loïc Lorre       | DVG       | Retraité des télécoms |

## Démographie
L'évolution du nombre d'habitants est connue à travers les recensements de la population effectués dans la commune depuis 1793. Pour les communes de moins de 10 000 habitants, une enquête de recensement portant sur toute la population est réalisée tous les cinq ans, les populations de référence des années intermédiaires étant quant à elles estimées par interpolation ou extrapolation. Pour la commune, le premier recensement exhaustif entrant dans le cadre du nouveau dispositif a été réalisé en 2007.

En 2022, la commune comptait 1 630 habitants, en évolution de +2,71 % par rapport à 2016 (Côtes-d'Armor : +1,78 %, France hors Mayotte : +2,11 %).
| 1793 | 1800 | 1806 | 1821 | 1831 | 1836 | 1841 | 1846 | 1851 |
| ---- | ---- | ---- | ---- | ---- | ---- | ---- | ---- | ---- |
| 449  | 451  | 497  | 528  | 523  | 556  | 593  | 655  | 691  |

| 1856 | 1861 | 1866 | 1872 | 1876 | 1881 | 1886 | 1891 | 1896 |
| ---- | ---- | ---- | ---- | ---- | ---- | ---- | ---- | ---- |
| 673  | 684  | 695  | 645  | 667  | 711  | 710  | 636  | 591  |

| 1901 | 1906 | 1911 | 1921 | 1926 | 1931 | 1936 | 1946 | 1954 |
| ---- | ---- | ---- | ---- | ---- | ---- | ---- | ---- | ---- |
| 607  | 616  | 595  | 546  | 508  | 502  | 501  | 507  | 540  |

| 1962 | 1968 | 1975 | 1982 | 1990  | 1999  | 2006  | 2007  | 2012  |
| ---- | ---- | ---- | ---- | ----- | ----- | ----- | ----- | ----- |
| 494  | 477  | 548  | 874  | 1 180 | 1 151 | 1 429 | 1 469 | 1 531 |

| 2017  | 2022  | - | - | - | - | - | - | - |
| ----- | ----- | - | - | - | - | - | - | - |
| 1 607 | 1 630 | - | - | - | - | - | - | - |

## Lieux et monuments

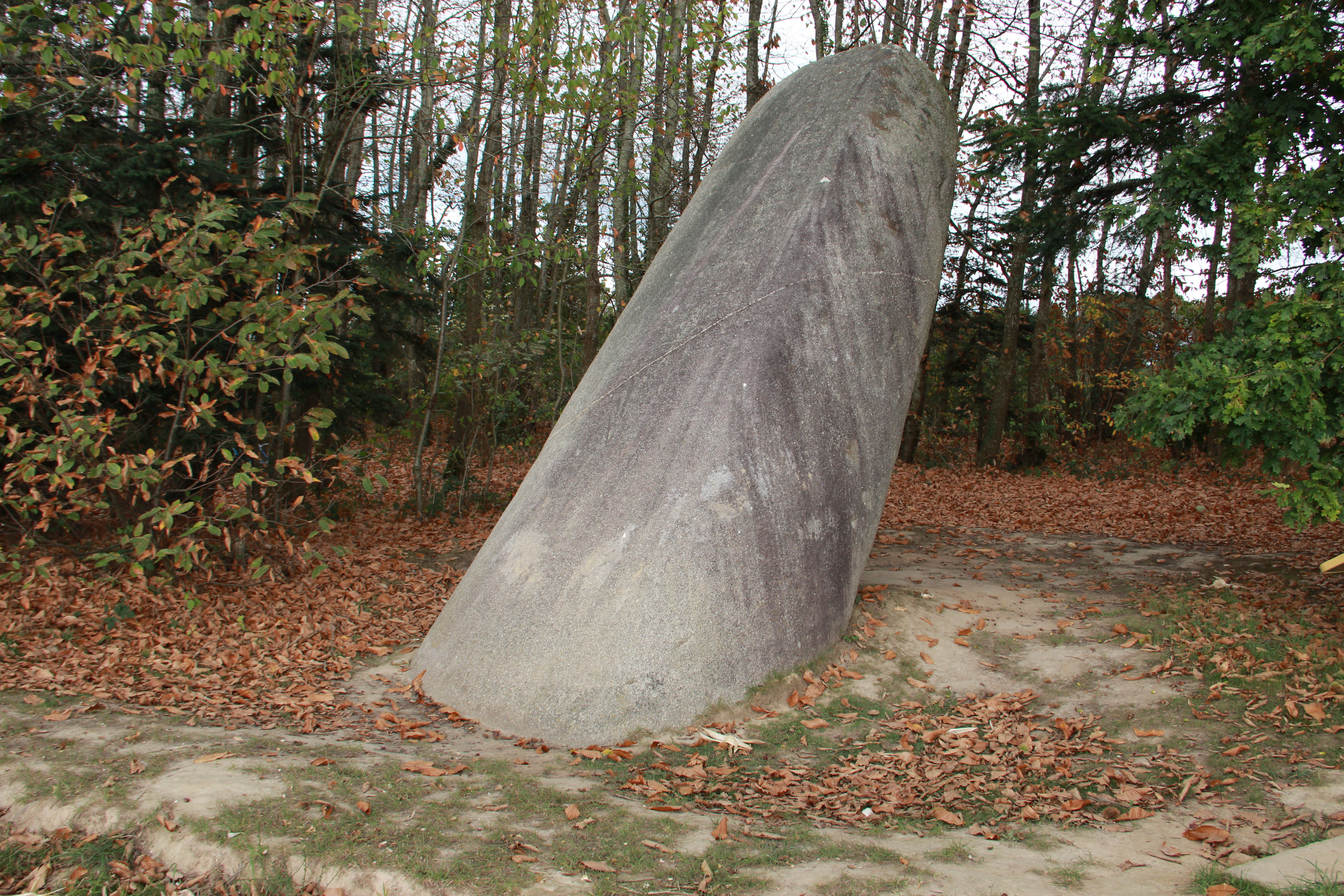
Le menhir de la Tiemblais.
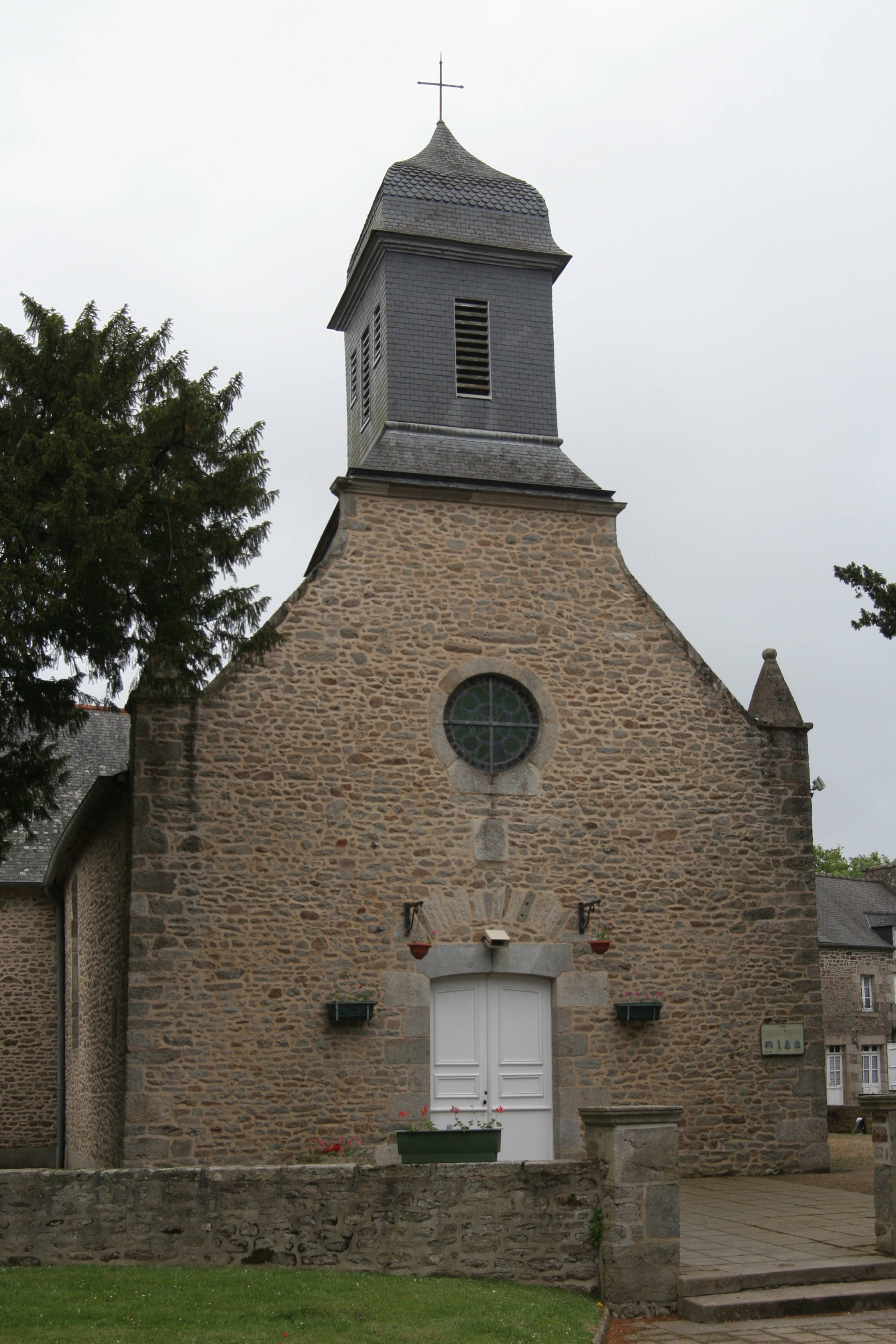
L'église Saint-Samson.
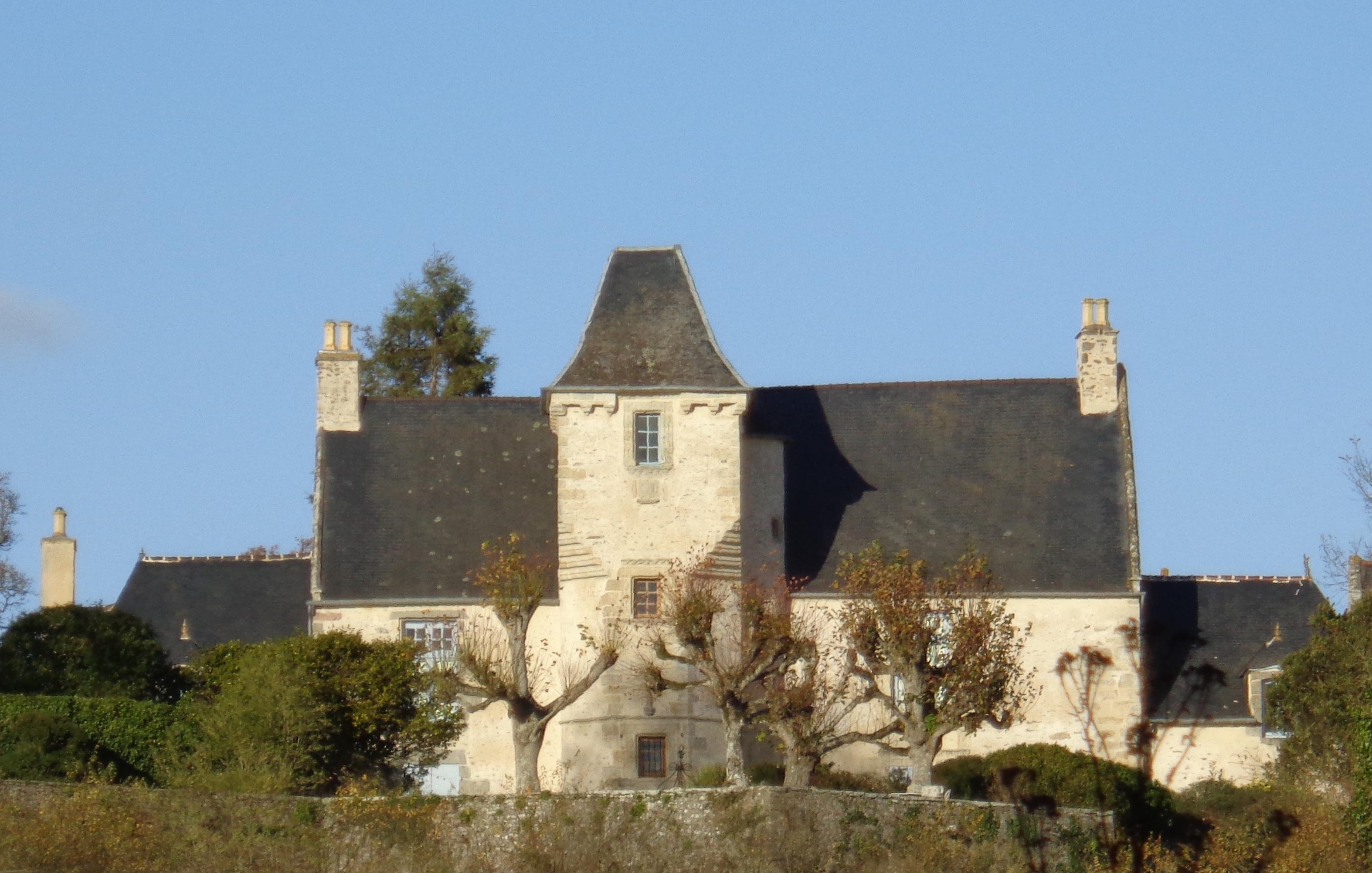
Manoir du Châtelier-Guitrel (XVIe siècle).
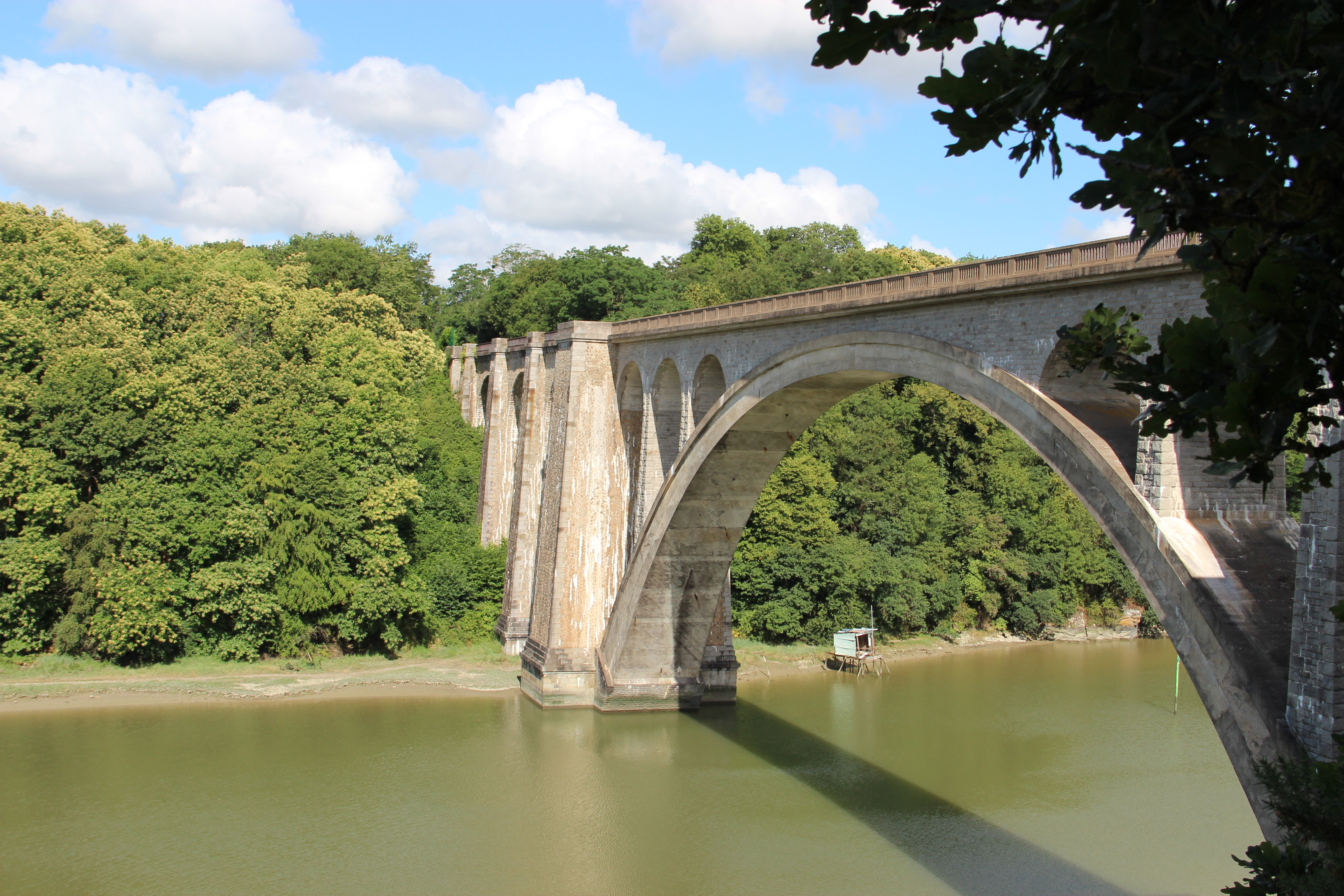
Le viaduc ferroviaire de Lessard.

La commune compte deux monuments historiques :
- le menhir de la Tiemblais, classé par arrêté du 2 mars 1977[27], daté du néolithique, haut de 8 m ; il comporte un riche décor gravé, visible uniquement sous certaines conditions d'éclairage ; il présente un plan incliné où les jeunes filles se laissaient glisser pour s'assurer un mariage dans l'année[28].
- le manoir du Châtelier-Guitrel, inscription par arrêté du 24 avril 2008[29] ;
- le château de Carheil.

Autres lieux et monuments :
- l'écluse de la Hisse située sur la Route du cidre ;
- l'église paroissiale Saint-Samson, construite en 1740 ; deux chapelles lui furent adjointes au milieu du XIXe siècle. Elle contient plusieurs éléments inscrits ou classés au titre des monuments historiques :
  - le retable du maître-autel (XVIIIe siècle)[30],
  - le retable latéral nord et son tabernacle (XIXe siècle)[31],
  - le retable latéral sud (XIXe siècle)[32],
  - une statue de Vierge à l'enfant (XVIIIe siècle)[33],
  - un lutrin (XVIIIe siècle)[34].

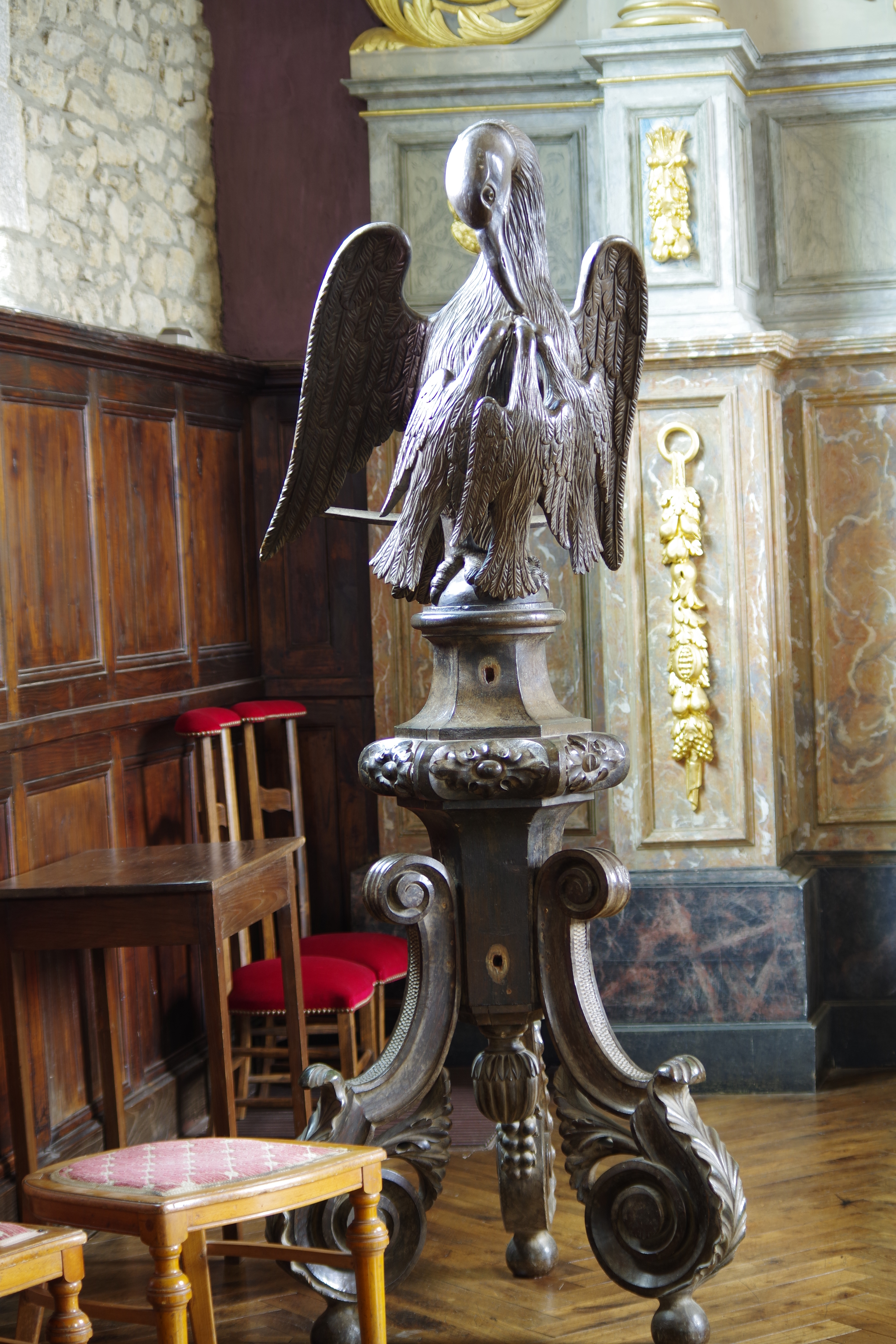
Lutrin (XVIIIe siècle).
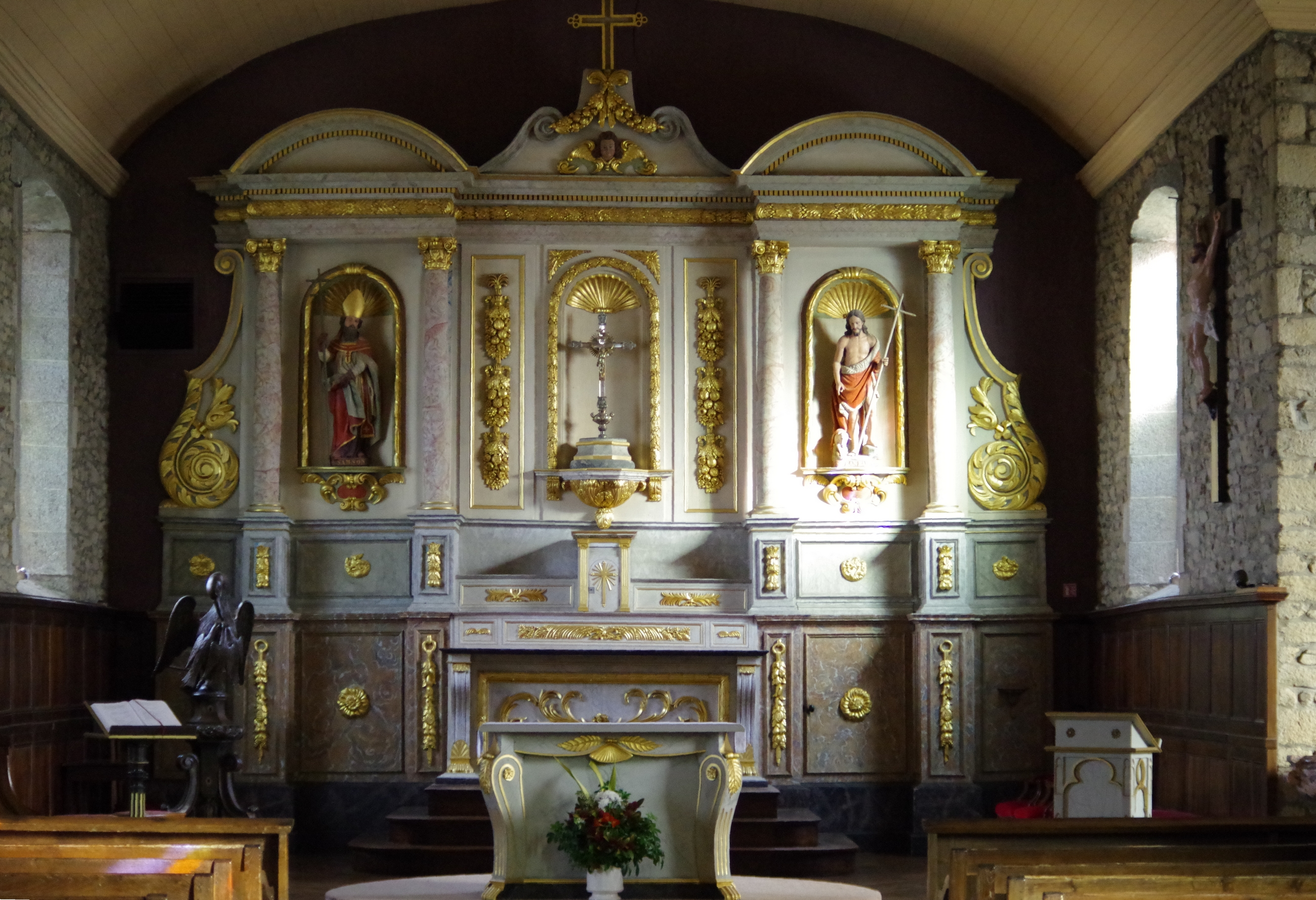
Retable (XVIIIe siècle).
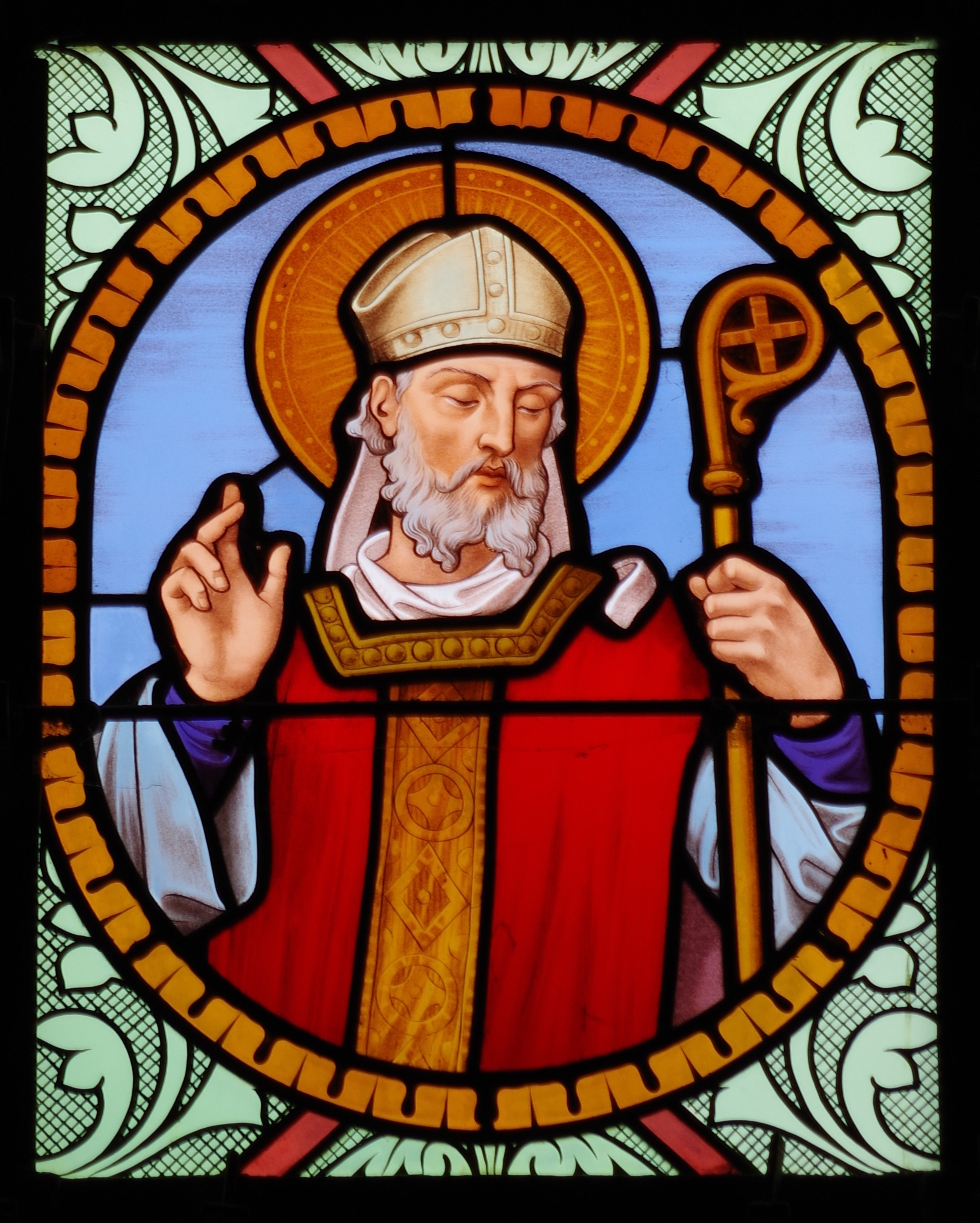
Saint-Samson.

- Le port de la Hisse.

## Personnalités liées à la commune
- Jacques Le Bel de Penguilly, résistant et membre de la France libre, né à Saint-Lormel le 2 septembre 1919 et mort au château de la Tiemblais le 16 octobre 2012.